# Émile Cammaerts
Pour les articles homonymes, voir Cammaerts.
Émile Cammaerts est un poète belge né le 16 mars 1878 à Bruxelles et mort le 2 novembre 1953 à Radlett (Hertfordshire, Angleterre). Il partit à Londres en 1908. Il devint professeur d'études belges à l'Université de Londres.

## Œuvres
- Poèmes belges : Chants patriotique, et autres poèmes (traduit en anglais par sa femme en 1916)
- Carillon, récitation, mis en musique par Edward Elgar : lors de la première représentation, le poème est lu par Tita Brand, la femme de Cammaerts (1914)
- Une voix dans le désert, récitation, mis en musique par Edward Elgar (1915)
- Le drapeau belge, récitation, mis en musique par Edward Elgar (1917)
- Through the iron bars, two years of German occupation in Belgium (1917)
- Le prophète en riant (1979), traduction de The Laughing Prophet (1937), étude sur G. K. Chesterton

C'est dans ce dernier ouvrage que l'on trouve  l'expression "Le premier effet de ne pas croire en Dieu, c'est de croire à n'importe quoi" attribuée à Chesterton et que celui-ci n'a apparemment jamais écrite sous cette forme.
Cammaerts traduisit également plusieurs livres de John Ruskin pour les éditions Henri Laurens :
- Conférences sur l’architecture et la peinture (1910),
- Le Val d’Arno (1911),
- Le Paysage (extrait des Peintres Modernes, 1914)

On lui doit également une biographie du roi Albert Ier de Belgique:
- Émile Cammaerts, Albert de Belgique, défenseur du droit, Bruxelles, Éditions Universelle, 1936, 383 p.